# يو إف سي ليلة القتال: أندرادي ضد تشانغ
يو إف سي ليلة القتال: أندرادي ضد تشانغ (بالإنجليزية: UFC Fight Night: Andrade vs. Zhang)‏ هو حدث لفنون القتال المختلطة نظمته يو إف سي، أُقيم في 31 أغسطس 2019، على مركز جامعة شنجن الرياضي في شنجن، الصين.